# 東京都道8号千代田練馬田無線
東京都道8号千代田練馬田無線（とうきょうとどう8ごう ちよだねりまたなしせん）は、東京都千代田区を起点とし、西東京市に至る都道（主要地方道）である。起点から谷原交差点までの区間は東京都市計画道路放射第7号線に属している（江戸川橋交差点 - 西落合一丁目交差点間はパイパス）。

## 路線データ
- 起点：千代田区（九段下交差点＝東京都道302号新宿両国線、東京都道401号麹町竹平線交点）
- 終点：西東京市（名称無し交差点＝東京都道4号東京所沢線交点）
- 路線延長：27,002 m（実延長、2013年4月1日現在）[1]
- 都市計画路線名：練馬区画街路7号線（石神井町七丁目 - 三丁目）

## 路線状況
支線・パイパス
- 放射7号線：江戸川橋交差点 - 高戸橋交差点 - 西落合一丁目交差点
- 補助133号線：名称無し交差点（練馬区貫井2丁目交差点付近、本線交点） - 名称無し交差点（練馬区中村橋駅前交差点付近、東京都道439号椎名町上石神井線（千川通り）交点）

### 通称
- 目白通り：九段下交差点 - 谷原交差点
- 富士街道：谷原交差点 - 東京都道4号東京所沢線交点（交差点名称なし）

なお、終点付近（西武柳沢駅周辺）は幅員が狭い商店街となっており、上り方への一方通行区間がある。また、伏見通り（多摩南北道路 都市計画道路調布保谷線）との交差部分は当道路が分断されており（東西とも側道に接続）、迂回が必要になる。
- 新目白通り：江戸川橋交差点 - 高戸橋交差点 - 西落合一丁目交差点 ※パイパス

### 重複区間
- 東京都道319号環状三号線 古川橋 - 江戸川橋交差点 - 早稲田鶴巻町交差点

### 道路施設
- 飯田橋（外濠、千代田区飯田橋4丁目 - 新宿区下宮比町）
- 江戸川橋（神田川、文京区関口1丁目 - 文京区音羽1丁目）
- 千登世橋（東京都道305号芝新宿王子線（明治通り）・都電荒川線（東京さくらトラム）、豊島区）
- 高田橋（神田川、豊島区）※新目白通り
- 練馬大橋（石神井川、練馬区）

### 将来の対策など
- 緊急輸送道路として、当道においては各区間ごとに以下のように分類されている[2]。
  - 第一次緊急輸送道路：起点 - 目白通り区間
  - 第二次緊急輸送道路：富士街道（谷原交差点 - 石神井中交差点）
  - 第三次緊急輸送道路：新目白通り区間、富士街道（石神井交差点 - 終点）

## 地理

### 通過する自治体
- 東京都
  - 千代田区
  - 新宿区
  - 文京区
  - 豊島区
  - 中野区
  - 練馬区
  - 西東京市

### 交差する道路
本線（目白通り・富士街道）
| 交差する道路                                            | 交差する道路                                                                | 交差点名                   | 所在地   |
| ------------------------------------------------------- | --------------------------------------------------------------------------- | -------------------------- | -------- |
| 東京都道401号麹町竹平線（内堀通り）丸の内・皇居外苑方面 |                                                                             |                            |          |
| 東京都道302号新宿両国線（靖国通り）                     | 東京都道302号新宿両国線（靖国通り）                                         | 九段下※起点                | 千代田区 |
| 東京都道25号飯田橋石神井新座線（大久保通り）            | 東京都道405号外濠環状線（外堀通り）                                         | 飯田橋                     | 新宿区   |
| 東京都道25号飯田橋石神井新座線支線                      | 東京都道434号牛込小石川線                                                   | 新隆慶橋東詰・新隆慶橋西詰 | 新宿区   |
| 東京都道8号千代田練馬田無線支線（新目白通り）           | （江戸川橋通り）                                                            | 江戸川橋                   | 文京区   |
| 本線                                                    | 東京都道435号音羽池袋線（音羽通り）                                         | 目白坂下                   | 文京区   |
| -                                                       | 東京都道437号秋葉原雑司ヶ谷線（不忍通り）                                   | 目白台2丁目                | 文京区   |
| -                                                       | 東京都道305号芝新宿王子線（明治通り）                                       | 千登世橋                   | 豊島区   |
| 東京都道317号環状六号線（山手通り）                     | 東京都道317号環状六号線（山手通り）                                         | 南長崎1丁目                | 豊島区   |
| 東京都道8号千代田練馬田無線支線（新目白通り）           | 東京都道440号落合井草線 （新青梅街道）                                      | 西落合1丁目                | 新宿区   |
| 東京都道420号鮫洲大山線（中野通り）                     | 東京都道420号鮫洲大山線（中野通り）                                         | 南長崎6丁目                | 豊島区   |
| 東京都道318号環状七号線（環七通り）                     | 東京都道318号環状七号線（環七通り）                                         | 豊玉陸橋                   | 練馬区   |
| 東京都道442号北町豊玉線（豊玉庚申通り）                 | 東京都道442号北町豊玉線（豊玉庚申通り）                                     | 練馬警察署南               | 練馬区   |
| 東京都道439号椎名町上石神井線（千川通り）               | 東京都道439号椎名町上石神井線（千川通り）                                   | 豊玉北6丁目                | 練馬区   |
| 支線                                                    |                                                                             |                            | 練馬区   |
| 東京都道427号瀬田貫井線（中杉通り）                     | -                                                                           | 貫井2丁目                  | 練馬区   |
| 東京都道311号環状八号線（環八通り）                     | 東京都道311号環状八号線（環八通り）                                         | 練馬中央陸橋               | 練馬区   |
| 東京都道24号練馬所沢線（目白通り）                      | 東京都道443号南田中町旭町線（笹目通り） 東京都道441号池袋谷原線（富士街道） | 谷原                       | 練馬区   |
| 東京都道444号下石神井大泉線（井草通り）                 | 東京都道444号下石神井大泉線（井草通り）                                     | 石神井中前                 | 練馬区   |
| 東京都道25号飯田橋石神井新座線（旧早稲田通り）          |                                                                             |                            | 練馬区   |
|                                                         | 東京都道234号前沢保谷線                                                     | 高塚                       | 練馬区   |
| 東京都道245号杉並田無線（新青梅街道）                   | 東京都道245号杉並田無線（新青梅街道）                                       | 富士町                     | 西東京市 |
| 東京都道233号東大泉田無線支線（伏見通り）               | 東京都道233号東大泉田無線支線（伏見通り）                                   | ※分断                      | 西東京市 |
| 東京都道4号東京所沢線（青梅街道）                       | 東京都道4号東京所沢線（青梅街道）                                           | ※終点                      | 西東京市 |

支線（新目白通り）
| 交差する道路                                 | 交差する道路                                    | 交差点名    | 所在地 |
| -------------------------------------------- | ----------------------------------------------- | ----------- | ------ |
| 本線（目白通り）飯田橋・九段下・内堀通り方面 |                                                 |             |        |
| 本線（目白通り）                             | （江戸川橋通り）                                | 江戸川橋    | 文京区 |
| 首都高速5号池袋線 早稲田出口                 | 東京都道319号環状三号線（外苑東通り）           | 鶴巻町      | 新宿区 |
|                                              | 東京都道25号飯田橋石神井新座線支線（環状4号線） |             | 新宿区 |
| 東京都道305号芝新宿王子線（明治通り）        | 東京都道305号芝新宿王子線（明治通り）           | 高戸橋      | 新宿区 |
| 東京都道317号環状六号線（山手通り）          | 東京都道317号環状六号線（山手通り）             | 中落合2丁目 | 新宿区 |
| 東京都道440号落合井草線（新青梅街道）        | 本線（目白通り）                                | 西落合1丁目 | 新宿区 |
| 本線（目白通り）練馬・谷原・練馬IC方面       |                                                 |             |        |

### 交差する鉄道路線
- 中央本線（JR東日本 飯田橋駅東口前）
- 都電荒川線（東京さくらトラム・鬼子母神前停留場 - 学習院下停留場間）
- 山手線（新目白通り：高田馬場駅 - 目白駅間、目白通り：目白駅付近）
- 西武池袋線（目白通り：練馬駅 - 中村橋駅間、富士街道：石神井公園駅西側）

交差はしないが、終点は西武新宿線（西武柳沢駅 - 田無駅間）のすぐ脇（青梅街道架道橋の横）となる。
また都電早稲田駅前 - 高戸橋間では都電荒川線が新目白通りの中央を走り、早稲田停留場、面影橋停留場が道路上に設置される。
九段下駅 - 飯田橋駅 - 江戸川橋駅を東京地下鉄（東西線・有楽町線）がこの道路の地下を走っている。